# Homer and Lisa Exchange Cross Words
«Homer and Lisa Exchange Cross Words» («Гомер и Лиза обмениваются любезностями») — шестой эпизод двадцатого сезона мультсериала «Симпсоны». Премьера эпизода состоялась 16 ноября 2008 года.

## Сюжет
В этой серии у Гомера появляется новая, удивительная работа, в которой он помогает разбивать романтические взаимоотношения. Свою новую компанию он называет «Служба счастливых завершений отношений», и запатентовывает систему нежного разрыва. Всё начинается с того, что Эдна никак не может сказать Скиннеру о том, что между ними всё кончено, и за пиво ей соглашается помочь в этом Гомер, у которого неплохо это получается. Потом он виртуозно расправляется с девушкой Ленни. Его бывший сосед, гей Грейди, просит Гомера разобраться с его другом детства, так как он встретил новую глубокое чувство. Гомеру удаётся успешно разбить пару. Заработав немало денег (за свои услуги он брал по 100 долларов), Гомер начинает видеть сны о призраках брошенных влюблённых, которые вынуждают его оставить это занятие.
Лиза обнаруживает в себе талант разгадывания кроссвордов, а Гомер находит мир подпольных ставок, ставя в финале чемпионата ставку против Лизы. Когда Лиза узнаёт об этом, Гомер пытается возвратить её любовь при помощи редактора «Нью-Йорк Таймс» Уилла Шорца и изобретателя кроссворда Мерла Ригла.